# Chiller
Chiller (Brasil: Um Frio Corpo Sem Alma ) é um telefilme de terror, produzido nos Estados Unidos  em 1985, escrito por J.D. Feigelson dirigido por Wes Craven.

## Sinopse
Um rico executivo corporativo Miles Creighton morre e é criogenicamente congelado na esperança de que ele possa ser revivido. 10 anos depois é milagrosamente revivido, mas Miles volta à vida sem sua alma, frio e com um enorme apetite por realizar o mal.

## Elenco
- Michael Beck....  Miles Creighton
- Beatrice Straight....  Marion Creighton
- Laura Johnson....  Leigh Kenyon
- Dick O'Neill....  Clarence Beeson
- Alan Fudge....  Dr. Stricklin
- Craig Richard Nelson....  Dr. Collier
- Paul Sorvino....  Reverend Penny
- Jill Schoelen....  Stacey Creighton
- Anne Seymour....  Mrs. Bunch
- Russ Marin....  Dr. Sample
- Jerry Lacy....  Jerry Burley